# GLONASS

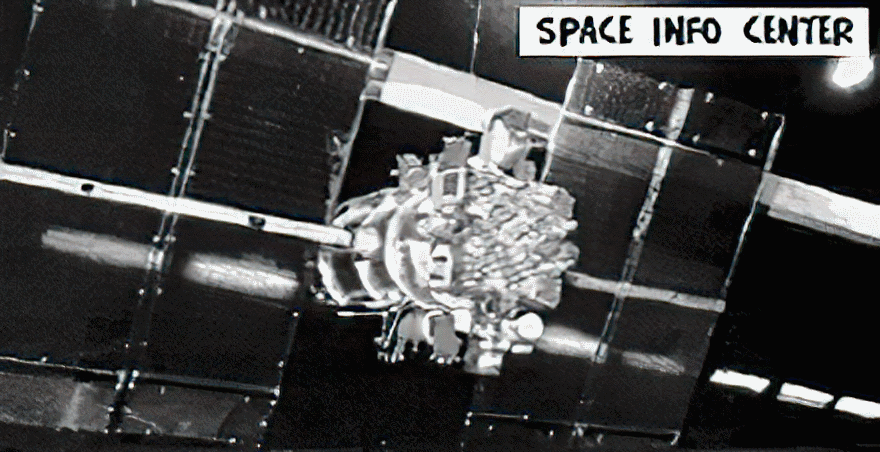
Satèl·lit de GLONASS

GLONASS (Global'naya Navigatsionnaya Sputnikovaya Sistema) és el Sistema de navegació per satèl·lit rus, creat com a contrapartida pel GPS dels Estats Units. Aquesta constel·lació consta de 24 satèl·lits (21 operatius i 3 auxiliars) situats en una Òrbita terrestre mitjana a 25.440 km en tres plans a 45° d'inclinació.
La precisió d'aquest sistema era molt baixa (50m/70m horitzontal/vertical) però amb els nous satèl·lits Glonass K (operatius des del 2013), iguala al sistema GPS i Beidou, encara que el Sistema Galileo europeu en millora la precisió. Encara està previst posar en òrbita nous models (GLONASS-M) que milloren el disseny actual en pes i característiques, per tal de tornar a activar tot el sistema el 2010. Al 2019 ja són operatius els 24 satèl·lits Glonass K donant una precisió de 3 a 7 metres per al sistema civil, igualant així el sistema GPS i millorant el posicionament en Àrees polars, degut a les orbites dels satèl·lits.
El sistema Glonass és mantingut per la federació russa a través de l'Agència Roscosmos i té previst que la propera generació de satèl·lits estiguin operatius el 2025.
El sistema Glonass va ser l'hereu dels sistemes de posicionament militars russos dels anys 1967 (Cyclone), per a bucs, avions i míssils militars de la URSS, (projecte iniciat al 1976) fins als Anys 1988, a on la URSS va deixar de dedicar-hi fons i el projecte va estar aturat fins 1995, quant van tornar a reprendre el projecte, tot unint fons privats amb recursos militars.
Actualment la majoria dels aparells electrònics de posicionament, ja accepten les senyals de GPS, GLONASS i Baidu (sistema GNSS xinès que encara que no està del tot desplegat al 2019) i treballen conjuntament amb els tres sistemes.
Un altre de les millores del 2011, va ser el de referenciar el sistema al sistema internacional, unificant coordenades als dos sistemes de posicionament global.

## PZ90
El PZ90 (Parametry Zemli 90 "Paràmetres de la terra") és el sistema de referència emprat a Rússia. El PZ90 és el sistema de referència que empra la constel·lació de satèl·lits GLONASS. Aquest sistema va substituir l'anterior [SGS-85] (Soviet geodesic system). És un sistema basat en el ITRS (International Terrestrial Reference System).

### Paràmetres
- Semiex major a=6378136m
- aplanament f=1/298.257839303
- Rotació de la terra 72.92115E-6 rad/s
- Constant de gravitació 398600.44E9 m3/s2
- Constant de gravitació de l'atmosfera 0.35E9 m3/s2